# دستگاه پلاسمای کانونی
دستگاه پلاسمای کانونی به خانواده Z-Pinchها تعلق دارند که عمدتاً به صورت پالسی کار می‌کنند و به‌طور کلی دستگاهی است که می‌تواند به کمک تراکم و شتاب مغناطیسی، پلاسمایی داغ و چگال تولید کند. عامل اصلی کانونی شدن پلاسما، میدان مغناطیسی ناشی از جریان الکتریکی است.
در رابطه با پلاسمای کانونی و نقاط عطف آن در طول زمان، به دو سال ۱۹۶۰ و ۱۹۶۵ می‌توان اشاره کرد. در این سال‌ها فیلیپوف و مدر نتایج کارهایشان را که به‌طور مستقل از یکدیگر انجام شده بود، منتشر کردند و دو ساختار مختلف پلاسمای کانونی نوع فیلیپوف و نوع مدر مطرح شد.
اجزای اصلی یک سیستم پلاسمای کانونی عبارتند از: منبع انرژی، کلید ولتاژ بالای سریع (اسپارک گپ)، سیستم‌های کنترل و محفظهٔ تخلیه. این دستگاه متشکل از دو رسانای هم محور می‌باشد که به عنوان الکترود مورد استفاده قرار می‌گیرند. این الکترودها از یک انتها توسط عایقی استوانه‌ای شکل، از یکدیگر جدا می‌شوند. آند به صورت استوانه‌ای توپر یا توخالی (جهت اجتناب از گسیل بیش از اندازهٔ اشعه ایکس سخت) ساخته می‌شود و کاتد به صورت تعدادی میله به‌طور متقارن حول آند قرار می‌گیرد. الکترودها معمولاً از جنس مس یا فولاد ضدزنگ هستند. عایق نیز معمولاً از جنس شیشه، سرامیک، پیرکس یا تفلون می‌باشد.
در هندسهٔ فیلیپوف، نسبت قطر به طول بزرگتر از ۵ و قطر الکترود داخلی بین cm ۲۰۰– ۵۰ می‌باشد و در مدل مدر، این نسبت معمولاً کوچک‌تر از ۲۵/۰ و قطر الکترود داخلی بین cm ۲۲– ۲ می‌باشد.
فضای بین الکترودها از گازی با فشار ۱۰–۱/۰ تور پر می‌شود. جنس گاز با توجه به کاربرد دستگاه تعیین می‌شود. به عنوان مثال جهت تولید نوترون از گاز دوتریم و برای تولید پرتوهای ایکس از گاز آرگون، نئون یا دیگر گازهای سنگین استفاده می‌شود.
از یک بانک خازنی با ظرفیت چند میکروفاراد و انرژی یک کیلوژول تا چند مگاژول، به عنوان منبع انرژی استفاده می‌شود که بوسیلهٔ اسپارک گپ به الکترودها متصل می‌شود. ولتاژ شارژ خازن از چند کیلو ولت تا چند صد کیلو ولت و جریان تخلیه سوئیچ شده به دستگاه، از چند کیلو آمپر تا چند مگا آمپر تغییر می‌کند. یکی از مشخصه‌های بسیار مهم دستگاه‌های پلاسمای کانونی این است که چگالی انرژی پلاسمای کانونی شده در آن‌ها، علی‌رغم ابعاد مختلف و انرژی‌های مختلف ورودی به دستگاه‌ها، تقریباً ثابت است. به عبارت دیگر، مشخصه‌های دما و چگالی الکترون در این دستگاه‌ها تفاوت چندانی نمی‌کند و در این سیستم‌ها، پلاسمایی داغ (keV 3- 1) (keV 3-1) و چگال و با عمر بسیار کوتاه (ns 300 - 200) در فاصله‌ای نزدیک به قسمت فوقانی الکترود مرکزی (آند) تشکیل می‌شود. البته دستگاه بزرگتر، دارای حجم بزرگتری از پلاسمای کانونی شده با طول عمر و میزان تابش بیشتر است. علت توجه ویژه به این ساختار، بالا بودن nτ می‌باشد که در آن n چگالی پلاسما و τ زمان محصور سازی است. از این روامکان وقوع واکنش گداخت گرما هسته‌ای در این دستگاه‌ها فراهم می‌باشد.